# Кохання напрокат
Кохання напрокат (тур. Kiralık Aşk) — турецька романтична комедія, створена Ortaks Yapım. Прем'єра відбулася 19 червня 2015 року. В Україні прем'єра відбулася 10 вересня 2018 року на «Новому каналі», але після показу 81 серії, трансляцію було зупинено. Головні ролі виконували Бариш Ардуч, Ельчин Сангу та Саліх Бадемчі.

## Сюжет

### Сезон 1
Це історія молодої дівчини на ім'я Дефне Топал, яка несподівано потрапляє у вир подій, пов'язаних з любовною грою, коли їй конче потрібні гроші для погашення боргу її брата Сердара. Дефне живе разом із бабусею Тюркан, сестрою Есрою та старшим братом Сердаром, і працює офіціанткою, щоб забезпечити сім'ю. Її батьки залишили дітей ще давно.
Одного дня, у ресторан, де працює Дефне, заходить бізнесмен Омер, і щоб уникнути небажаної зустрічі, влаштованої його тіткою, раптово цілує Дефне. Ні Омер, ні Дефне не підозрюють, що їх бачила тітка Неріман. Цей випадок змінює життя Дефне назавжди.
Неріман згодом приходить до Дефне з пропозицією: вийти заміж за Омера, а потім його залишити, за що Неріман готова заплатити 400 000 лір. Дефне погоджується лише на 200 000 лір, аби врятувати брата. Вона приймає пропозицію і починає працювати помічницею Омера Іплікчі. Спочатку вона не усвідомлює, що це той самий чоловік, який її поцілував, доки не бачить його на роботі.
Згідно з угодою, Дефне має вийти заміж за Омера за шість місяців, а потім розлучитися. Однак, намагаючись змусити Омера закохатися, вона й сама починає відчувати до нього почуття. Після того, як Дефне повертає Неріман 200 000 лір, любов між нею та Омером стає взаємною, і вони вирішують одружитися. Однак у день весілля Дефне зізнається Омеру у всьому, що трапилося.

### Сезон 2
Омер вирішує залишити минуле позаду і розпочати нове життя. Оскільки його онук покинув країну і, як вважалося, не планував повертатися, дідусь Хулусі вирішує передати всю свою спадщину Дефне, повідомивши про це Неріман. Дізнавшись про його рішення, Неріман вирішує діяти і домовляється зі своїм племінником Паміром, який щойно приїхав до Стамбула, аби той змусив Дефне закохатися в нього.
Тим часом Омер намагається побудувати нове життя в Римі, однак відчуває, що це не приносить йому справжнього задоволення. Сінан, його найкращий друг, стурбований станом Омера і вирішує приїхати до Риму без попередження. Омер, усвідомивши, що гордість завадила його щастю, вирішує повернутися до Стамбула на прохання Сінана.
Омер не знає, що Дефне тепер працює в офісі, розташованому на нижньому поверсі будівлі, яку він орендував. Після довгої розлуки вони знову зустрічаються, і події починають розвиватися у любовному трикутнику між Омером, Дефне та Паміром.

## Акторський склад
| Актор           | Роль                |
| --------------- | ------------------- |
| Бариш Ардуч     | Омер Іплікчі        |
| Ельчин Сангу    | Дефне Топал Іплікчі |
| Саліх Бадемчі   | Сінан Каракая       |
| Онур Бююктопчу  | Корай Саргин        |
| Нергіс Кумбасар | Неріман Іплікчі     |
| Левент Ульген   | Неджмі Іплікчі      |
| Сінем Озтюрк    | Ясемін Каялар       |
| Мюжде Узман     | Седа Беренсель      |
| Сечкін Оздемір  | Памір Марден        |
| Ферді Мертер    | Хулусі Іплікчі      |
| Айберк Атілла   | Садрі Уста          |
| Меліса Шенолсун | Суде Іплікчі        |

## Сезони

### Туреччина
| Сезон | Початок сезону  | Фінал сезону   | Кількість серій | Епізоди | Канал ТВ | День і час трансляції |
| ----- | --------------- | -------------- | --------------- | ------- | -------- | --------------------- |
| 1     | 19 червня 2015  | 24 червня 2016 | 52              | 1-52    | Star TV  | Щоп'ятниці, 20.00     |
| 2     | 23 вересня 2016 | 20 січня 2017  | 17              | 53-69   | Star TV  | Щоп'ятниці, 20.00     |

### Україна
| Сезон | Початок сезону  | Фінал сезону    | Кількість серій | Епізоди                         | Канал ТВ    | День і час трансляції       |
| ----- | --------------- | --------------- | --------------- | ------------------------------- | ----------- | --------------------------- |
| 1     | 10 вересня 2018 | 20 грудня 2018  | 81              | 1-81 (трансляцію було зупинено) | Новий канал | Вівторок - Четвер, 09:00    |
| 1     | 21 жовтня 2024  | 30 січня 2025   | 148             | 1-148                           | Бігуді      | Понеділок - П'ятниця, 18:00 |
| 2     | 31 січня 2025   | 10 березня 2025 | 53              | 149-202                         | Бігуді      | Понеділок - П'ятниця, 18:00 |

## Українське багатоголосе закадрове озвучення
Українською мовою 1-81 серії озвучено студією «Так Треба Продакшн» на замовлення телекомпанії «Новий канал» у 2018 році.
Українською мовою всі серії озвучено студією «1+1» у 2024—2025 роках.

## Трансляція в Україні
- Вперше серіал транслювався з 10 вересня по 20 грудня 2018 року на Новий канал, у будні о 09:00. Показавши 1-81 серій, телеканал припинив трансляцію серіалу.
- Вдруге серіал транслювався на телеканалі Бігуді, з 21 жовтня 2024 по 10 березня 2025 року у будні 18:00 по дві серії.